# Yao (Osaka)
Yao (Japans: 八尾市, Yao-shi) is een Japanse stad in de prefectuur  Osaka. In 2013 telde de stad 269.757 inwoners. Yao maakt deel uit van de metropool Groot-Osaka.

## Geschiedenis
De stad werd op 1 april 1948 gesticht. Op 1 april 2001 verkreeg Yao het statuut van speciale stad.

## Partnersteden
- Usa, Japan
- Wake, Japan
- Shingu, Japan
- Gojo, Japan
- Bellevue, Verenigde Staten sinds 1969
- Jiading, China sinds 1986

Steden:
Daito · Fujiidera · Habikino · Hannan · Higashiosaka · Hirakata · Ibaraki · Ikeda · Izumi · Izumiotsu · Izumisano · Kadoma · Kaizuka · Kashiwara · Katano · Kawachinagano · Kishiwada · Matsubara · Minoh · Moriguchi · Neyagawa · Osaka (hoofdstad) · Osakasayama · Sakai · Sennan · Settsu · Shijonawate · Suita · Takaishi · Takatsuki · Tondabayashi · Toyonaka · Yao

Districten:
Minamikawachi · Mishima · Senboku · Sennan · Toyono
Gemeenten per district
Akashi · Atsugi · Chigasaki · Fuji · Fukui · Hachinohe · Hirakata · Hiratsuka · Ibaraki · Ichinomiya · Isesaki · Joetsu · Kakogawa · Kasugai · Kasukabe · Kawaguchi · Kishiwada · Kofu · Koshigaya · Kumagaya · Kure · Matsue · Matsumoto · Mito · Nagaoka · Neyagawa · Numazu · Odawara · Ōta · Sasebo · Sōka · Suita · Takarazuka · Tokorozawa · Tottori · Tsukuba · Yamagata · Yamato · Yao · Yokkaichi